# Głębokie (województwo kujawsko-pomorskie)
Głębokie (niem. Gut Deipenhof) – osada w Polsce, położona w województwie kujawsko-pomorskim, w powiecie inowrocławskim, w gminie Kruszwica.

## Podział administracyjny
W latach 1975–1998 miejscowość administracyjnie należała do województwa bydgoskiego.

## Demografia
Według Narodowego Spisu Powszechnego (III 2011 r.) osada liczyła 149 mieszkańców. Jest 31. co do wielkości miejscowością gminy Kruszwica.

## Zabytki
Według rejestru zabytków NID na listę zabytków wpisany jest zespół dworski z 2 poł. XIX w. i 1913, nr rej.: 140/A z 15.06.1985:
- dwór, 1913
- park
- kaplica grobowa.

## Osoby związane z Głębokiem
- Heinz Guderian (1888–1954), niemiecki generał i teoretyk wojskowości, autor książki Achtung – Panzer!, w której przedstawił koncepcję prowadzenia wojny metodą błyskawicznych ataków dużych związków pancernych wspieranych natarciem z powietrza. Otrzymał w darze od Adolfa Hitlera 11 października 1943 majątek o powierzchni 947,38 ha w Deipenhof, przy czym wywłaszczono jego polskich właścicieli – rodzinę Twardowskich. Heinz Guderian w swoich „Wspomnieniach żołnierza” wskazuje datę 4 września 1943 jako dzień otrzymania telegramu z zawiadomieniem o otrzymaniu majątku. Jego żona przeprowadziła się tam w październiku 1943 i pozostała tamże do 20 stycznia 1945 roku[5].